# Give It All U Got
"Give It All U Got" är en låt från 2009 framförd av Lil Jon ft Kee (Kinnda) och finns även i en version där Tinchy Stryder medverkar.
Låten är skriven av Bilal Hajji , Lil Jon , Kinnda , Tinchy Stryder , RedOne och William Holmes.
Den nådde som högst plats 90 på Billboards lista Canadian Hot 100.